# 沙洛乡
沙洛乡，是中华人民共和国四川省凉山彝族自治州布拖县曾经下辖的一个乡。2021年1月12日，撤销沙洛乡，其所属行政区域为九都镇的行政区域。

## 行政区划
沙洛乡撤销前下辖以下地区：
飞峨村、老泽村、哈石普村、鲁子村、阿姑村、日达村和拐乐村。